# Veľký Čepčín
Veľký Čepčín é um município da Eslováquia, situado no distrito de Turčianske Teplice, na região de Žilina. Tem 6,78 km² de área e sua população em 2018 foi estimada em 252 habitantes.

## Demografia
| Ano:        | 1994 | 2004   | 2014    | 2024   |
| ----------- | ---- | ------ | ------- | ------ |
| Broj ljudi: | 225  | 215    | 245     | 258    |
| Razlika:    |      | -4,44% | +13,95% | +5,30% |

| Ano:               | 2023 | 2024   |
| ------------------ | ---- | ------ |
| Número de pessoas: | 253  | 258    |
| Diferença:         |      | +1,97% |